# Église Sainte-Marguerite de Nabilles
Pour les articles homonymes, voir église Sainte-Marguerite.
L'église Sainte-Marguerite de Nabilles est une église romane désaffectée située à Conat, dans le département français des Pyrénées-Orientales.

## Situation

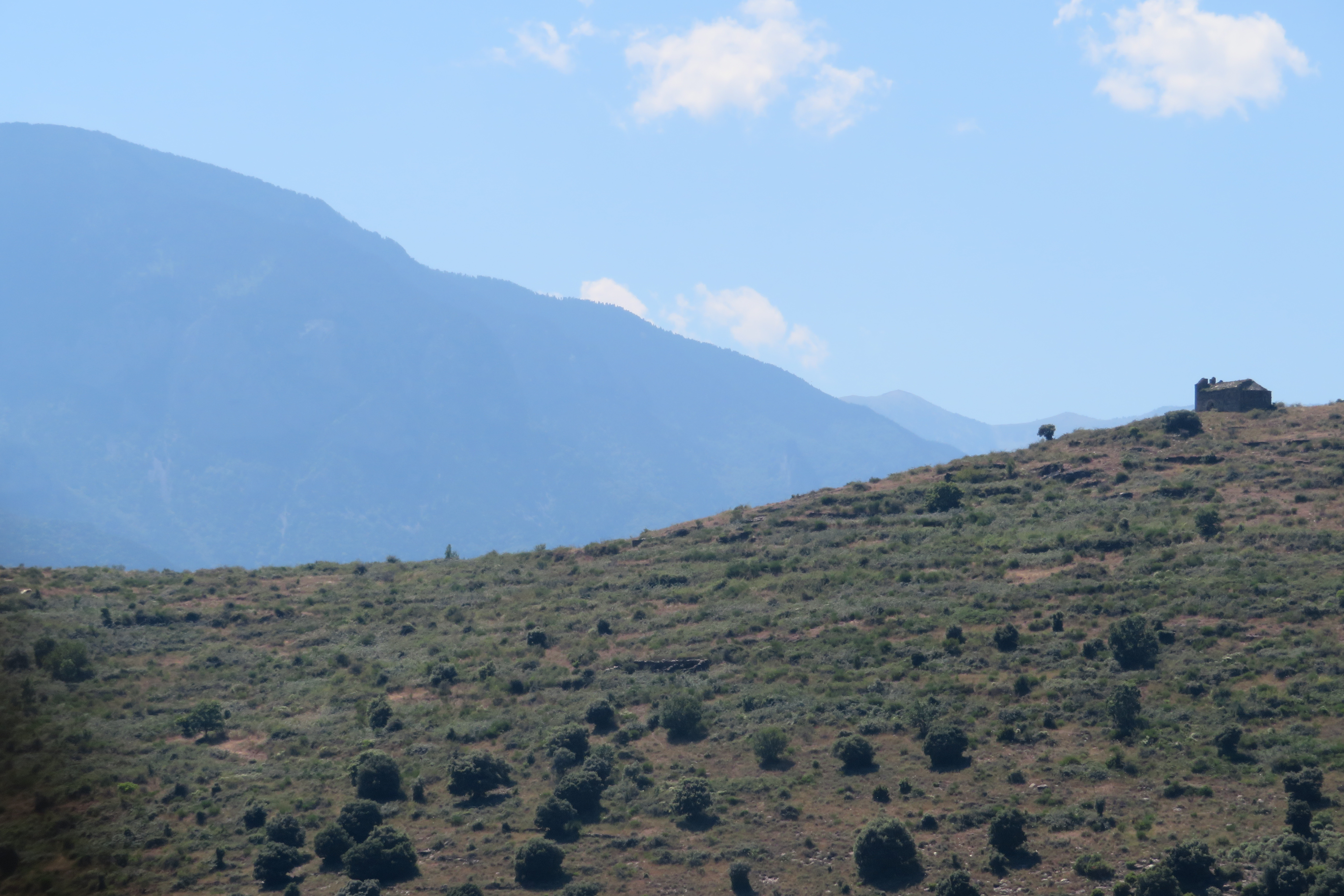
Sainte-Marguerite de Nabilles dans son environnement.

L'église se trouve sur une crête, à environ un kilomètre au nord du village de Conat, en face du massif du Canigou. Elle est située à une altitude d'environ 850 mètres.

## Histoire
L'église de Nabilles, et le lieu lui-même, ne sont documentés qu'en 1265, lorsque les possessions du monastère de Santa Maria de Marcevol dans cette paroisse sont enregistrées. Il pourrait s'agir d'une ancienne église paroissiale datant de l'époque où la commune de Nabilles était indépendante de Conat. La paroisse pourrait également avoir inclus Arlates. (Nabilles et Arlates n'existent aujourd'hui qu'à l'état de ruines.)

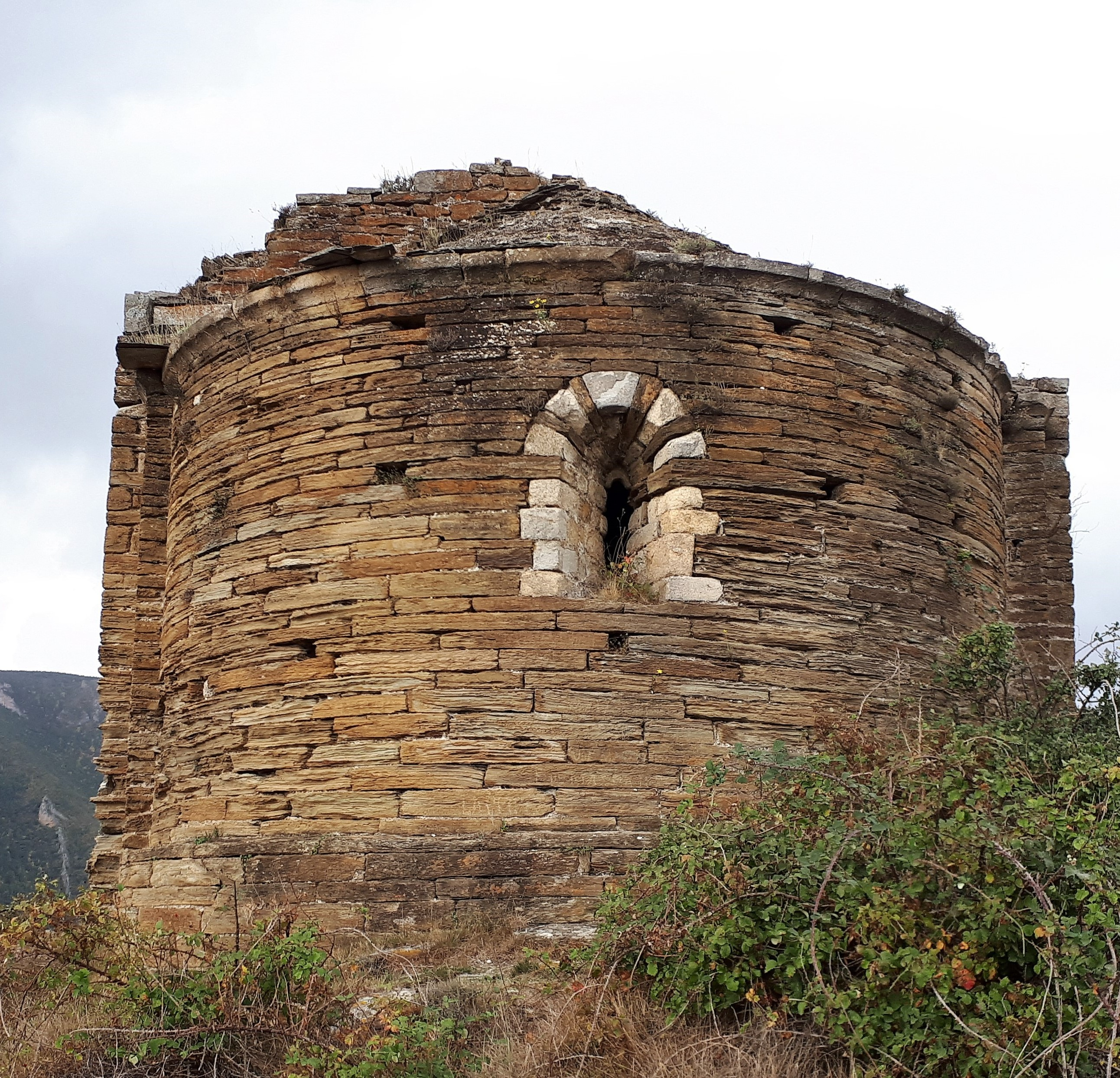
L'abside.
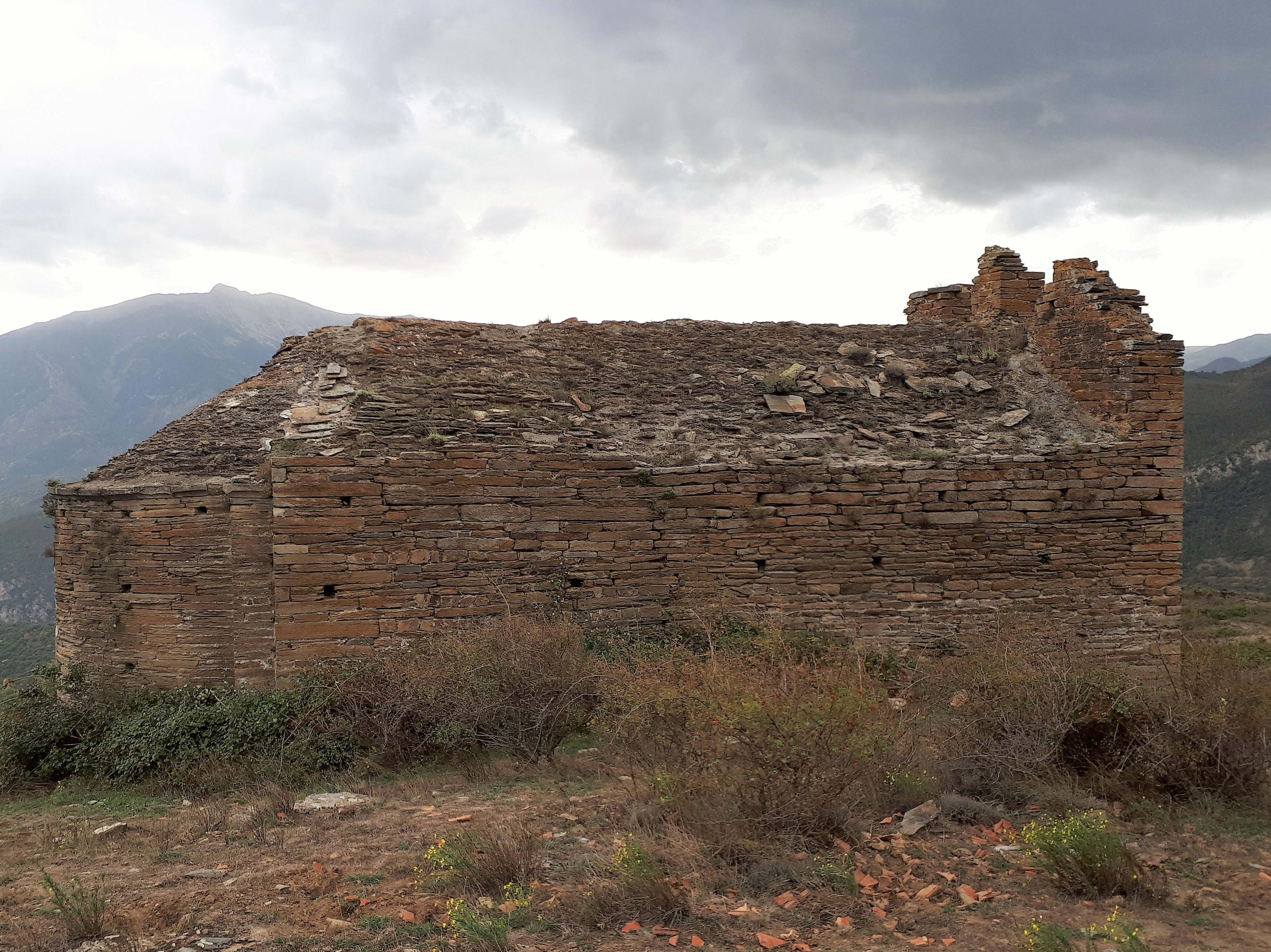
Face nord.

## Architecture
C'est une église à nef unique avec à l'est une abside semi-circulaire couverte d'une voûte en quart de sphère. La nef est couverte d'une voûte en croisée d'ogives. Au centre de l'abside se trouve une fenêtre à double fente. L'église est construite avec du granit et du schiste (schistes fins et verdâtres), soigneusement taillés. L'église est surmonté d'un clocher avec deux ouvertures pour les cloches. Sa facture fait référence à la fin du XIIe siècle ou au début du XIIIe. Sur l'une des pierres de la corniche, on peut remarquer un serpent sculpté, peut-être le dragon iconographique de Sainte-Marguerite.

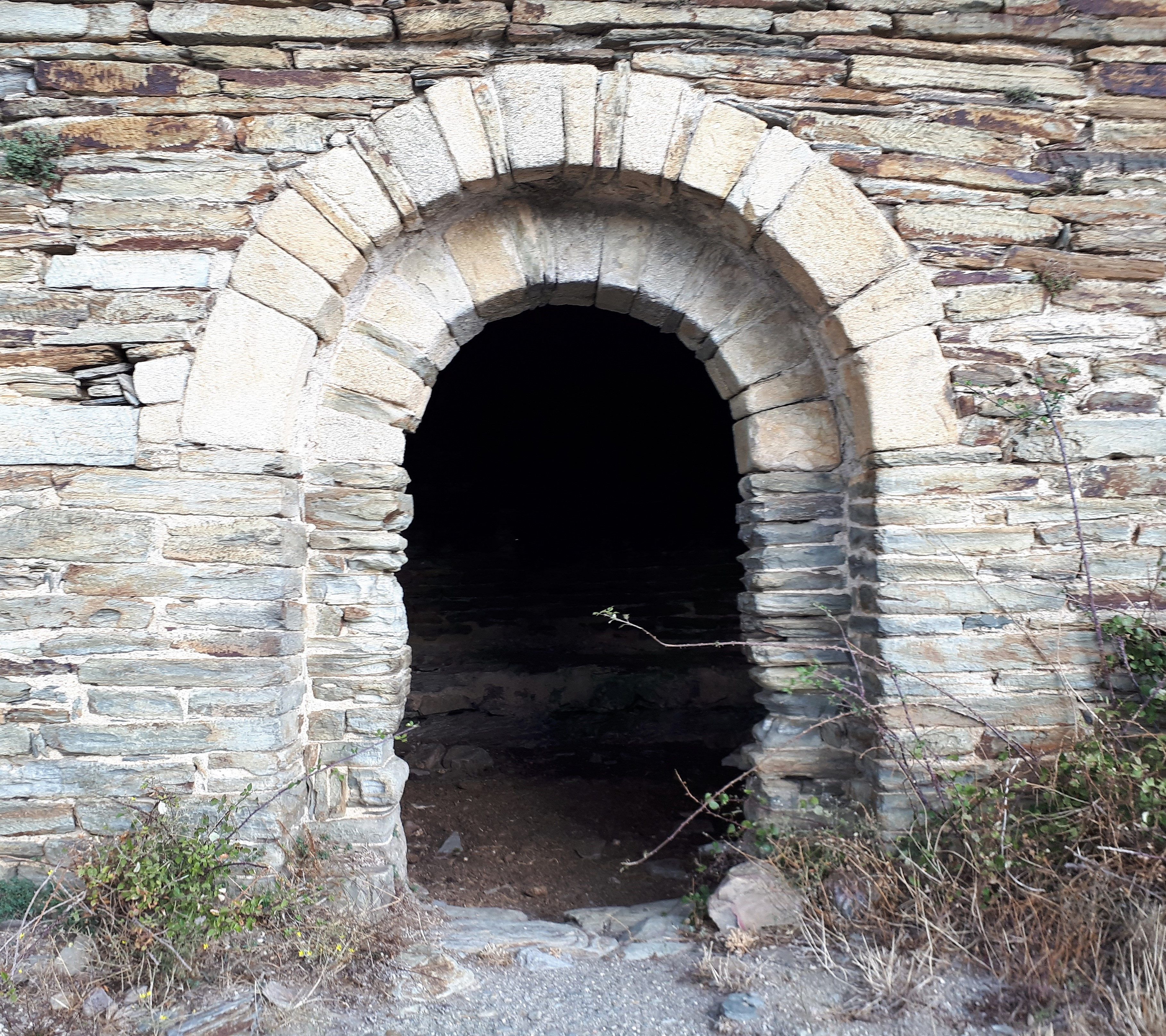
Portail.
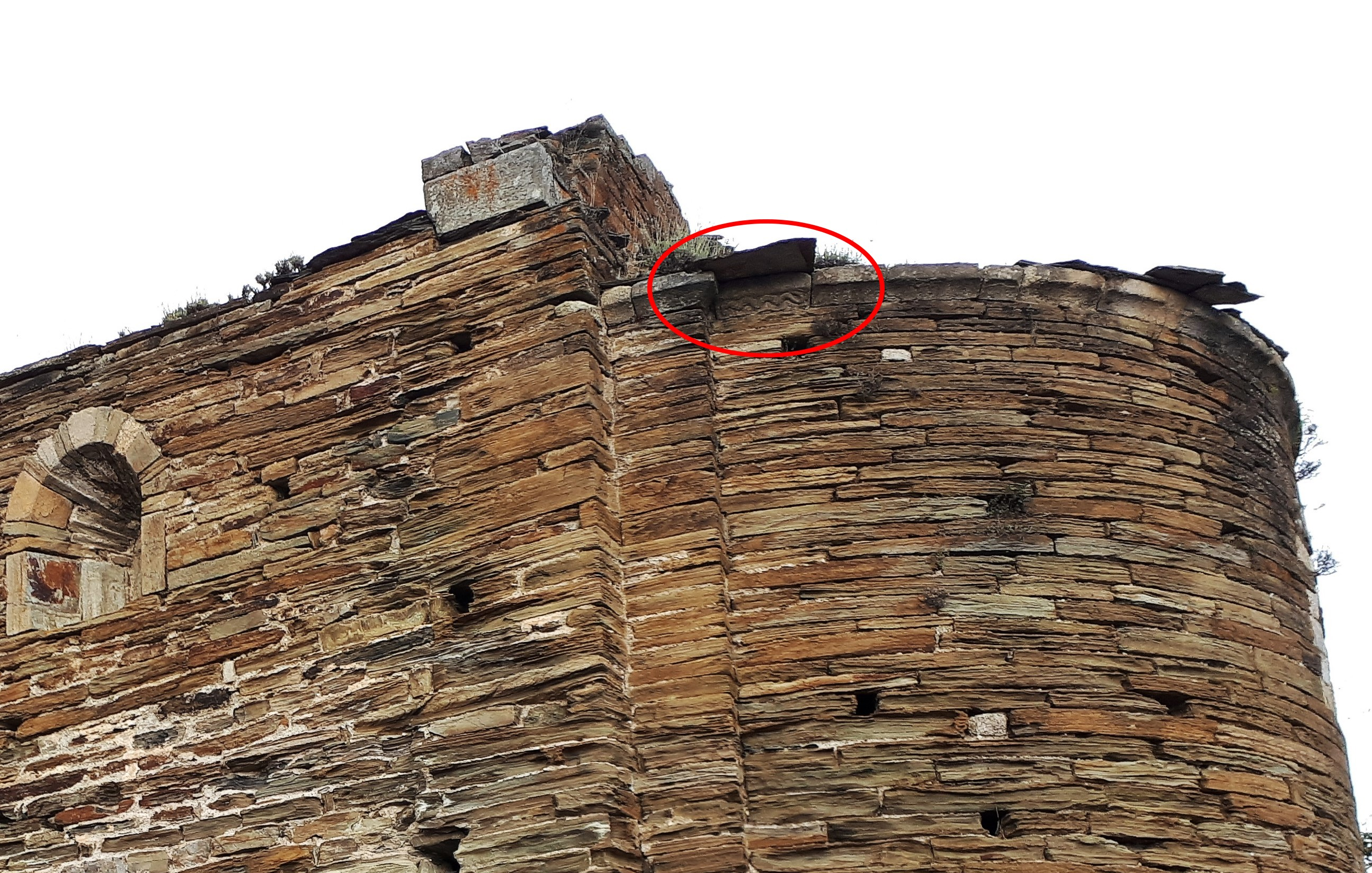
Serpent sculpté.